# Johan Fredrik Kullenberg
Johan Fredrik Kullenberg, född 1 mars 1862 i Helsingborg, död 10 april 1944 i Skurups socken, var en svensk företagare.
Johan Fredrik Kullenberg var son till handlaren och folkskolläraren Jöns Kullenberg. Hans far var med om att grunda stationssamhället Skurup och drev där en järn- och lanthandel, som Johan Fredrik Kullenberg övertog 1886. Han var en av föregångsmännen för köpmännens organisationer, deltog i bildandet av Sveriges järnhandlareförening 1907, Sveriges minuthandlares riksförbund 1908 och genom sammanslagning av Sveriges Köpmannaförbund, vars förste vice ordförande han blev. Därutöver blev han ordförande i Skånes köpmannaförbund. Han var ledamot av de flesta styrelser och nämnder i Skurups lokala förvaltning, initiativtagare inom föreläsningsverksamhet, fornminnesforskning och skytterörelse samt en av initiativtagarna till Skånemässan, vars vice ordförande han var.